# سولانو (کاکئتا)
سولانو (انگلیسی: Solano, Caquetá) نام شهری در کشور کلمبیا است.